# Вера Анги
«В́ера А́нги» (венг. Angi Vera) — венгерский цветной художественный фильм 1978 года по книге Эндре Веси, снятый Палом Габором и получивший ряд премий на кинофестивалях. Фильм повествует о судьбе молодой девушки в послевоенной Венгрии.
Фильм, яркий представитель венгерской «новой волны», называют лучшим в карьере Пала Габора, а также важной работой оператора Лайоша Кольтаи.

## Сюжет
1948 год. 18-летняя сирота Вера Анги, медсестра в больнице, на партсобрании рассказывает о недостатках работы и злоупотреблениях руководства больницы. Её смелость и искренность привлекают внимание партийного руководства, и Веру, которая с детства жила при больнице и никогда не училась, отправляют учиться на трёхмесячные партийные курсы. Она знакомится с женщинами, главным образом старше себя, в том числе с коммунисткой с большим стажем, журналистой Анной Траян, которая становится её главной наставницей.
Вера активно участвует в общественной жизни и берёт шефство над шахтёром Йожефом, который в первые дни учёбы попытался сбежать из-за трудностей. Она также влюбляется с молодого преподавателя Иштвана. На новогоднем вечере они танцуют вместе, а позже в кафе Вера признаётся Иштвану в любви, на что тот отвечает, что тоже давно влюблён в Веру. Предложение же Йожефа стать его женой Вера отвергает. Когда жена и сын Иштвана на несколько дней уезжают в Будапешт, Вера ночью в общежитии приходит в комнату Иштвана, однако, возвращаясь, чуть не сталкивается в коридоре с Анной и ей кажется, что Анна могла её заметить. Больше, несмотря на приглашения Иштвана, Вера к нему не приходит.
Во время собрания в присутствии специально приехавшего крупного партийного чиновника всем учащимся курсов вслух зачитываются характеристики, а сами они должны высказаться о своих недостатках. К Вере у комиссии нет претензий, тем не менее она при всех признаётся, что приходила в комнату к Иштвану. Тот подтверждает это, говоря, что любит Веру. Однако Вера говорит, что не любит Иштвана, и потеряла голову только от его положения. Иштвана увольняют с должности преподавателя. Когда на выпускном собрании ученикам вручают книжные призы, Вера падает в обморок. Она приходит к себя, когда общежитие уже опустело и все разъехались по домам. Рядом с ней Анна. Вера признаётся ей, что не представляет себе, как она теперь вернётся в больницу, на что Анна говорит, что Вере надо начать работу журналистки, поскольку такие, как она, особенно нужны в деле построения социализма. Вместе с Анной Вера уезжает на машине, видя по дороге одну из своих соучениц, Марию Мушкат, которая едет по той же дороге на велосипеде, вероятно, вернувшись к своей прежней работе.

## В ролях
- Вера Пап — Вера Анги
- Эржи Пастор — Анна Траян
- Тамаш Дунаи — Иштван Андре
- Эва Сабо — Мария Мушкат
- Ласло Халас — Товарищ Шаш, руководитель курсов
- Ласло Хорват — Йожеф Нойбауэр, шахтёр
- Имре Радаи — главврач больницы
- Флора Кадар — товарищ Микуш

## Награды
- 1979 — Каннский кинофестиваль 1979 — Приз ФИПРЕССИ в параллельных секциях[3]
- 1979 — Кинофестиваль в Сан-Себастьяне — Серебряная раковина лучшему режиссёру[3]
- 1979 — Международный кинофестиваль в Чикаго — Золотой Хьюго (лучший фильм)[3][4]
- 1981 — Премия Лондонского кружка кинокритиков — Фильм года, совместно с «Замужеством Марии Браун»[3]
- 1981 — Давид ди Донателло 1981 —
  - Премия «Давид ди Донателло» лучшему иностранному продюсеру (Hungaro Film)
  - Премия «Давид ди Донателло» лучшей иностранной актрисе (номинация)
  - Премия «Давид ди Донателло» лучшему иностранному режиссёру (номинация)
  - Премия «Давид ди Донателло» за лучший сценарий иностранного фильма (номинация)

## Критика
В фильме «Вера Анги» дана «резкая критика системы, которая меняет человека, заставляет приспосабливаться и подчиняться»: по карьерной лестнице «могут подняться только те, кто легко подстраивается, „вшивается“ в систему», в результате «движение за улучшение положения рабочих и бедных превращается в извращенный идеологический режим».